# Ruta de Rhode Island 165
La Ruta de Rhode Island 165, y abreviada R.I. 165 (en inglés: Rhode Island Route 165) es una carretera estatal estadounidense ubicada en el estado de Rhode Island. La carretera inicia en el Oeste desde la Ruta 165     en Voluntown hacia el Este en la Ruta 3     en Exeter. La carretera tiene una longitud de 10,6 km (6.6 mi).

## Mantenimiento
Al igual que las autopistas interestatales, y las rutas federales y el resto de carreteras estatales, la Ruta de Rhode Island 165 es administrada y mantenida por el Departamento de Transporte de Rhode Island por sus siglas en inglés RIDOT.

## Cruces
La Ruta de Rhode Island 165 es atravesada principalmente por la I 95     en Exeter.